# Шепетово
Шепетово (пол. Szepietowo) — місто в Польщі. Належить до Високомазовецького повіту Підляського воєводства.
Статус міста отримало у 2010 році.